# Opération d'intérêt national
Pour les articles homonymes, voir OIN.
Une opération d'intérêt national (OIN) est, en France, une opération d'urbanisme à laquelle s'applique un régime juridique particulier en raison de son intérêt majeur. L'État conserve dans ces zones la maîtrise de la politique d'urbanisme.

## Régime des opérations d'intérêt national
Les opérations d'intérêt national sont soumises à l'article L102-12 et L102-13 du code de l'urbanisme,. Un décret en Conseil d'État peut créer ou supprimer une OIN.
Dans une opération d'intérêt national, c'est l'État et non la commune qui
délivre les autorisations d'occupation des sols et en particulier les permis de construire. De même, c'est le préfet et non la commune qui décide de la création d'une zone d'aménagement concerté (ZAC) à l'intérieur d'une OIN.
La loi portant engagement national pour le logement, dite Borloo, adoptée en juillet 2006, vise à conférer le caractère d'« intérêt national » à des opérations de logements sociaux sur des terrains appartenant à l'État ou à ses établissements publics.

## Opérations d'intérêt national existantes
La liste des opérations d'intérêt national est fixée par un décret en Conseil d'État, repris à l'article R. 102-3 du code de l'urbanisme.
- les villes nouvelles : dont deux sont opérationnelles en 2014, Marne-la-Vallée et Sénart ;
- l'opération de rénovation urbaine en cours Euroméditerranée à Marseille ;
- la Défense, quartier d'affaires ;
- l'opération d'intérêt national Paris-Saclay : projet d'aménagement concernant 27 communes du sud-ouest de l'Île-de-France dont le but est la création d'un cluster scientifique et technologique ;
- les complexes industriels et portuaires d'Antifer (Le Havre), du Verdon (Bordeaux) et de Dunkerque ;
- la zone d'aménagement de Fos-sur-Mer ;
- l'opération Seine-Arche (prolongement de la Défense à Nanterre) ;
- les aéroports de Paris-Charles-de-Gaulle, de Paris-Orly et de Paris-Le Bourget ;
- l'opération d'aménagement et de renouvellement urbain de Saint-Étienne (Décret no 2007-89 du 24 janvier 2007) ;
- l'opération d'intérêt national Seine-Aval, coordonnée par l'Établissement public d'aménagement du Mantois Seine-Aval (EPAMSA) ;
- l'opération d'aménagement Orly-Rungis-Seine Amont (ORSA), dans le sud de l'Île-de-France ;
- l'opération d'aménagement de Éco-Vallée à Nice ;
- l'opération Euratlantique autour de Bordeaux ;
- l'opération Alzette-Belval à la frontière du Luxembourg et de la Lorraine;
- l'opération Guyane, territoire d'avenirs pour l'aménagement des principaux pôles urbains de Guyane, première opération d'intérêt national réalisée outre-mer.

### Cigéo
Par ailleurs, dans le cadre du projet Cigéo, le gouvernement souhaiterait avoir la maîtrise de l'urbanisme sur une zone de 3 695 ha en surface, qui comprend la ligne de Nançois - Tronville à Neufchâteau. Le département de la Haute-Marne a déjà donné son accord. En juillet 2022, Cigéo devient officiellement une opération d'intérêt national,.